# Вивенда, Модус
Модус Вивенда — чилийский писатель. Считается, что настоящее имя Альфредо Луис Гонсалес (р. 8.02.1957, Сантьяго), эта версия кажется наиболее вероятной. По образованию журналист.
Другая версия заключается в том, что это эксперимент Хосе Мигеля Вараса. Сторонники её, считают, что Варас развил идею Кортасара (который предложил миру писателя Морелли внутри своего произведения), пойдя дальше и выведя этого писателя за пределы своего творчества, дав ему самостоятельную жизнь. Однако, данная версия кажется маловероятной по ряду причин.
В Чили было издано две его книги: сборник рассказов «Записки. Сумасшествие» (Billetes. Locura), роман «Атомы» (Átomos). В русском переводе представлен только в самиздате (некоторые рассказы, а также возможно роман «Атомы»), однако точной информации на этот счет нет. Модус Вивенда не стал известен широкому кругу читателей. Возможно причиной этому стало нежелание крупных издательств публиковать его литературные эксперименты. В своих произведениях Вивенда практически не использует имен. Повествование очень отрывистое и запутанное. Главные темы произведений: любовь, одиночество, проблема выбора. Так же писатель очень своеобразно подходит к проблемам гендерных отношений и эмансипации.